# ホンダ・VF400F
VF400F（ブイエフよんひゃくエフ）は、本田技研工業がかつて製造販売していたオートバイである。

## 概要
型式名NC13。1979年のロードレース世界選手権用に開発された競技専用車NR500をモチーフとして開発・製造販売されたVFシリーズの400ccクラス普通自動二輪車である。

## 車両解説
車体
全長x全幅x全高は2,060x750x1,160（mm）、ホイールベースは1,415mm、キャスター角26.5°・トレール91mm・シート高780mmに設定され、フレームはダブルクレドール型を採用する。
エンジン
NC13E型水冷4ストローク4バルブDOHC90°V型4気筒エンジンを搭載する。同エンジンは内径x行程=55.0x42.0（mm）のショートストローク設計。フルトランジスタ点火装置を採用し、圧縮比は11.0に設定。排気量399ccから最高出力53ps/11,500rpm・最大トルク3.5kgf・m/9,500rpmのスペックをマーク。変速機は左足動式6速トランスミッション。
足回り
タイヤサイズは、フロントが100/90-16 54H、リヤが110/90-18 61H。共にチューブレスタイヤを装着する。
サスペンションは、フロントがブレーキ時のブレーキトルク反力を利用してフロントフォークの沈み込みを制御するブレーキトルクセンサー型アンチダイブ機構（TRAC）を搭載するテレスコピック、リヤが中空アルミキャスト製プロリンク式スイングアームである。
ブレーキは、前後ともインボードタイプのデュアルピストンキャリパー式ベンチレーテッドディスクブレーキである。
- 本モデルのブレーキローター素材は鋳鉄を使用する[注 2]。これは一般的にオートバイに採用されるステンレス製よりも摩擦係数が大きいので軽いタッチで良好な制動力が得られるメリットから採用されたが、その反面錆びやすいというデメリットがある。このためインボード化した。

ホイールは、ブーメラン型コムスターホイール。
装備品
アルミニウム合金製ステップホルダー・ジュラルミン製鍛造セパレートハンドル・電気式タコメーターを採用するほか、ヘッドライトは角型H4ハロゲンランプを搭載する。

## 遍歴
- 1982年12月10日発表、標準価格538,000円、年間販売計画36,000台で同月15日発売[1]。

- 1984年1月12日発表、同月13日発売でフルフェアリング、ブラック塗装のブーメランコムスターホイールとアウターディスクブレーキを標準装備としたVF400Fインテグラを追加。標準価格589,000円、年間販売計画4,000台[2]。

1985年まで製造販売され、VFR400R・VFR400Zにモデルチェンジされるかたちで販売終了となった。

## 評価
スタイルはフロントからリアまで流れる様な「ストリームライン」を具現化したものであるが、上級モデルのVF750Fとは異なり先行発売されていたVT250Fと酷似した丸断面鋼管フレーム・ハンドルマウント式メーターバイザー・インボードディスクブレーキが採用されていたため性能こそ段違いなものの400ccにもかかわらず250cc（VT250F）に見られるという不満が当時の多くのユーザから噴出した。さらに1984年頃からの400cc中型マルチにもレーサーレプリカブームの台頭もあったことから、スーパースポーツとしての商品競争力を失った。
しかしポテンシャルは非常に素晴らしく、1984年及び1985年には鈴鹿4時間耐久レースにてプライベートチーム(セミワークス)が2年連続優勝をはじめ市販車ベースのレースで数々の優勝を記録するなど基本性能の高さを証明している。
NC13E型エンジンは後継のVFR400シリーズに型式名はそのままで改良を実施しキャリーオーバーされた。